# Киселёв, Яков Митрофанович
Яков Митрофанович Киселёв (5 ноября 1925 — 12 марта 2018) — полковник Советской армии, участник Великой Отечественной войны, Герой Советского Союза (1944).

## Биография
Родился 5 ноября 1925 года в селе Ильинка Акмолинского уезда (ныне — Акмолинская область Казахстана). Окончил 7 классов школы в родном селе, с 1942 года работал в колхозе «Северный маяк».
В 1943 году призван на службу в РККА. С сентября того же года — на фронтах Великой Отечественной войны, был наводчиком орудия 280-го гвардейского стрелкового полка 92-й гвардейской стрелковой дивизии 37-й армии Степного фронта. Отличился во время битвы за Днепр.
17 октября 1943 года, когда во время боёв на плацдарме на западном берегу Днепра в районе села Лиховка Пятихатского района Днепропетровской области Украинской ССР выбыли из строя расчёты трёх орудий, Яков Киселёв распределил свой расчёт по орудиям и, управляя их огнём, отразил три немецкие контратаки, уничтожив 1 танк, 2 автомашины, около 2 пехотных взводов.
Указом Президиума Верховного Совета СССР «О присвоении звания Героя Советского Союза офицерскому, сержантскому и рядовому составу Красной Армии» от 22 февраля 1944 года за «образцовое выполнение боевых заданий командования при форсировании реки Днепр, развитие боевых успехов на правом берегу реки и проявленные при этом отвагу и геройство» был удостоен высокого звания Героя Советского Союза с вручением ордена Ленина и медали «Золотая Звезда» за номером 3474.
Участвовал в Параде Победы. Продолжал службу в Советской армии. В 1947 году окончил Ленинградское военно-политическое училище, в 1957 году — Военно-политическую академию, в 1959 году — Центральные артиллерийские офицерские курсы.
В 1969 году в звании полковника уволен в запас. Жил в Курске. Более 20 лет работал в Курском сельхозинституте имени профессора И. И. Иванова старшим преподавателем на кафедре философии. Занимался общественной работой, возглавлял Курский комитет ветеранов войны и военной службы.
Почётный гражданин Курска (2005). Именем Якова Киселёва названы улицы в селе Ильинка Ерейментауского района, а также в городе Ерейментау и селе Новомарковка в Казахстане.
Скончался 12 марта 2018 года в Курске. Похоронен на Никитском кладбище Курска.

## Награды
- Медаль «Золотая Звезда» (1944).
- Орден Ленина (1944).
- Орден Отечественной войны I степени (1985).
- Орден Дружбы (1.04.1995, за многолетнюю плодотворную работу по патриотическому воспитанию молодежи, социальной защите ветеранов и укреплению дружбы между народами)[3].
- Медаль «За боевые заслуги»
- Медаль «В ознаменование 100-летия со дня рождения Владимира Ильича Ленина»
- Медаль «За победу над Германией в Великой Отечественной войне 1941—1945 гг.».
- Юбилейная медаль «Двадцать лет Победы в Великой Отечественной войне 1941—1945 гг.»
- Юбилейная медаль «Тридцать лет Победы в Великой Отечественной войне 1941—1945 гг.»
- Юбилейная медаль «Сорок лет Победы в Великой Отечественной войне 1941—1945 гг.»
- Юбилейная медаль «50 лет Победы в Великой Отечественной войне 1941—1945 гг.»
- Юбилейная медаль «60 лет Победы в Великой Отечественной войне 1941—1945 гг.»
- Юбилейная медаль «70 лет Победы в Великой Отечественной войне 1941—1945 гг.»
- Медаль Жукова
- Медаль «Ветеран труда»
- Юбилейная медаль «30 лет Советской Армии и Флота»
- Юбилейная медаль «40 лет Вооружённых Сил СССР»
- Юбилейная медаль «50 лет Вооружённых Сил СССР»
- Юбилейная медаль «60 лет Вооружённых Сил СССР»
- Юбилейная медаль «70 лет Вооружённых Сил СССР»
- Медаль «За безупречную службу» (I и II степень)